# コリン・ロイド
コリン・ロイド（Colin Lloyd、1973年8月7日 - ）は、イギリス・イングランドのダーツ・プレイヤーである。イングランド東部コルチェスター生まれ。

## 人物
- 身長　5フィート10インチ（175cm）。ニックネームは、“The Jaws（ザ・ジョーズ）”。

イギリスのプロフェッショナル・ダーツ・コーポレイション (PDC) に所属。PDCのワールド・ランキングがポイント制であったときは、ワールド・ランキング1位であったこともある。しかし、多くのプレミア・イヴェント・タイトルを獲得していたわけではなく、小さなトーナメントを数多くこなした結果であったため、PDCのワールド・ランキング・システムが賞金に基づいたPDC オーダー・オヴ・メリットに移行してからは、1位にはなっていない。それでも、プレミア・イヴェントのシードを常に獲得できる程の好成績を収め続けていた。
2001年〜2007年後半まではTeamUnicornに所属しUnicorn社製の『ColinLloyd』18gにミディアムサイズのナイロンシャフトをつけ、ディアドロップと呼ばれるフライトを使用していた。2007年の後半からはTARGET社と契約を結び、同社ダーツを使っている。
2006年のIrishMasterの決勝戦で、優勝を決めるレッグでナイン＝ダート・フィニッシュを決めるなど活躍する一方で、ディフェンディングチャンピオンとして臨んだ2006年のワールド・マッチプレイでは第1ラウンドで敗退するなどややムラっ気も見られる。TARGET社との契約以後、度々来日してエキシビションなどをこなすが、実はソフトダーツはあまり得意としていない（というよりソフトダーツの練習をほとんどしない）。

## 主な成績

### ワールド・マスターズ
- 2勝1敗 出場1回
- 優勝: 無し
- 準優勝: 無し
- ベスト4: 無し
- ベスト8: 無し

### ワールドダーツ・トロフィー
- 2勝2敗 出場2回
- 優勝: 無し
- 準優勝: 無し
- ベスト4: 無し
- ベスト8: 1回 (2006)

### インターナショナル・ダーツ・リーグ
- 6勝3敗 出場2回
- 優勝: 無し
- 準優勝: 1回 (2006)
- ベスト4: 無し
- ベスト8: 無し

### PDC世界選手権
- 15勝15敗 出場15回
- 優勝: 無し
- 準優勝: 無し
- ベスト4: 1回 (2002)
- ベスト8: 1回 (2005)

### ワールド・マッチプレー
- 16勝14敗 出場15回
- 優勝: 1回 (2005)
- 準優勝: 無し
- ベスト4: 2回 (2002 – 03)
- ベスト8: 2回 (1999, 2004)

### ワールド・グランプリ
- 19勝13敗 出場14回
- 優勝: 1回 (2004)
- 準優勝: 1回 (2005)
- ベスト4: 無し
- ベスト8: 4回 (2000, 03, 07 – 08)

### UKオープン
- 16勝11敗 出場11回
- 優勝: 無し
- 準優勝: 無し
- ベスト4: 1回 (2007)
- ベスト8: 1回 (2004)

### ラスベガス・デザート・クラシック
- 6勝8敗 出場8回
- 優勝: 無し
- 準優勝: 無し
- ベスト4: 1回 (2003)
- ベスト8: 1回 (2005)

### プレミア・リーグ・ダーツ
- 17勝5分19敗 出場3回
- 優勝: 無し
- 準優勝: 1回 (2005)
- ベスト4: 1回 (2006)
- ベスト8: 無し

### グランド・スラム・オヴ・ダーツ
- 6勝9敗 出場4回
- 優勝: 無し
- 準優勝: 無し
- ベスト4: 無し
- ベスト8: 無し

### ヨーロピアン・チャンピオンシップ
- 9勝6敗 出場6回
- 優勝: 無し
- 準優勝: 無し
- ベスト4: 1回 (2010)
- ベスト8: 2回 (2009, 12)

### プレイヤーズ・チャンピオンシップ・ファイナルズ
- 6勝6敗 出場6回
- 優勝: 無し
- 準優勝: 無し
- ベスト4: 無し
- ベスト8: 3回 (2009 – 11)

### 年度別成績
| 年   | BDO | PDC | PDC | PDC | PDC | PDC | PDC | PDC | PDC | PDC |
| 年   | WM  | WDC | WMP | WG  | LAS | UK  | PR  | GS  | EU  | PCF |
| ---- | --- | --- | --- | --- | --- | --- | --- | --- | --- | --- |
| 1999 | NJ  | NJ  | QF  | NJ  | NH  | NH  | NH  | NH  | NH  | NH  |
| 2000 | NJ  | L32 | L32 | QF  | NH  | NH  | NH  | NH  | NH  | NH  |
| 2001 | L64 | L32 | L32 | L32 | NH  | NH  | NH  | NH  | NH  | NH  |
| 2002 | NJ  | SF  | SF  | L16 | L16 | NH  | NH  | NH  | NH  | NH  |
| 2003 | NJ  | L16 | SF  | QF  | SF  | L32 | NH  | NH  | NH  | NH  |
| 2004 | NJ  | L16 | QF  | W   | L32 | QF  | NH  | NH  | NH  | NH  |
| 2005 | NJ  | QF  | W   | F   | QF  | L32 | F   | NH  | NH  | NH  |
| 2006 | NJ  | L64 | L32 | L32 | L32 | L16 | SF  | NH  | NH  | NH  |
| 2007 | NJ  | L32 | L32 | QF  | L32 | SF  | GS  | L16 | NH  | NH  |
| 2008 | NJ  | L64 | L32 | QF  | L32 | L64 | NJ  | GS  | L32 | NH  |
| 2009 | NJ  | L64 | L16 | L16 | L16 | L16 | NJ  | L16 | QF  | QF  |
| 2010 | NJ  | L16 | L32 | L32 | NH  | L64 | NJ  | L16 | SF  | QF  |
| 2011 | NJ  | L32 | L32 | L32 | NH  | L64 | NJ  | NJ  | L16 | QF  |
| 2011 | NJ  | L32 | L32 | L32 | NH  | L64 | NJ  | NJ  | L16 | L32 |
| 2012 | NJ  | L16 | L32 | L32 | NH  | L32 | NJ  | NJ  | QF  | L32 |
| 2013 | NJ  | L16 | L32 | L32 | NH  | L64 | NJ  | NJ  | L16 | L32 |
| 2014 | NJ  | L64 | NJ  | NJ  | NH  | NJ  | NJ  | NJ  | NJ  | NJ  |

注: 表中のNHは不開催, NJは非参加, QFは準々決勝敗退, SFは準決勝敗退, Fは準優勝, Wは優勝, GSはグループステージ敗退を示す。トーナメント表記は以下の通りである。
WM: ワールド・マスターズ, WDC: PDCワールド・ダーツ・チャンピオンシップ, WMP: ワールド･マッチプレイ, WG: ワールド・グランプリ, LAS: ラスベガス・デザート・クラシック, UK: UKオープン, PR: プレミア・リーグ・ダーツ, GS: グランド・スラム・オブ・ダーツ, EU: ヨーロピアン・チャンピオンシップ, PCF: プレイヤーズ・チャンピオンシップ・ファイナルズ

## 世界選手権の結果

### PDC
- 2000年: 第1ラウンド (0 - 3 シェイン・バージェスに敗北)
- 2001年: 第1ラウンド (0 - 3 ジョン・パートに敗北)
- 2002年: 準決勝 (4 - 6 ピーター・マンリーに敗北)
- 2003年: 第3ラウンド (1 - 5 クリス・メイソンに敗北)
- 2004年: 第4ラウンド (3 - 4 ウェイン・マードルに敗北)
- 2005年: 準々決勝 (4 - 5 ウェイン・マードルに敗北)
- 2006年: 第1ラウンド (2 - 3 ゲーリー・ウェルディングに敗北)
- 2007年: 第2ラウンド (3 - 4 レイモンド・ファン・バルネフェルトに敗北)
- 2008年: 第1ラウンド (2 - 3 ヤン・ファン・デル・ラッセルに敗北)
- 2009年: 第1ラウンド (0 - 3 イェレ・クラーセンに敗北)
- 2010年: 第3ラウンド (1 - 4 ロニー・バクスターに敗北)
- 2011年: 第2ラウンド (2 - 4 マーク・ヒルトンに敗北)
- 2012年: 第3ラウンド (1 - 4 ゲイリー・アンダーソンに敗北)
- 2013年: 第3ラウンド (1 - 4 マイケル・ヴァン・ガーウェンに敗北)
- 2014年: 第1ラウンド (2 - 3 ボー・アンダーソンに敗北)